# Salvatore Sciuto Patti

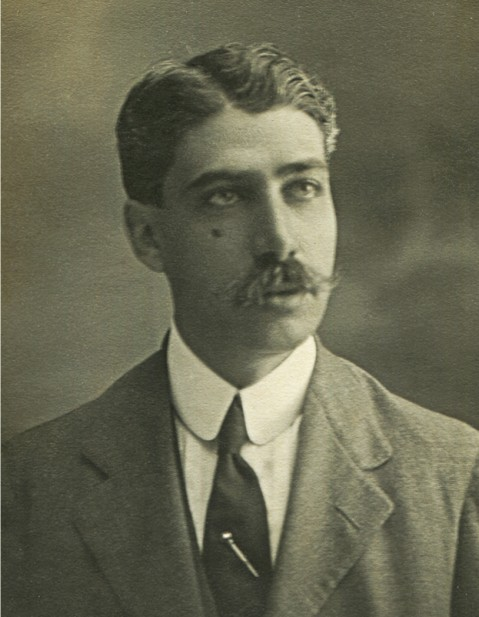
Salvatore Sciuto Patti

Salvatore Sciuto Patti (Catania, 16 febbraio 1877 – Bologna, 4 febbraio 1926) è stato un ingegnere e architetto italiano.

## Biografia
Nato a Catania, figlio di Carmelo e Maddalena Auteri Berretta, laureato a Roma il 22 novembre 1901 nella "R. Scuola d’Applicazione per gl’Ingegneri". Tra i suoi maestri ebbe Enrico Gui e Guglielmo Calderini. Stimato progettista, il primo dicembre 1906 sposa Antonietta Francica-Nava, figlia del barone Orazio e di Maria Concetta Landolina di Sant'Alfano, nel marzo del 1911 il Ministro della Pubblica Istruzione, Luigi Credano, lo nomina all’età di 34 anni, Regio Ispettore Onorario dei Monumenti e Scavi di Catania. Diversi incarichi professionali scaturiscono dalla grande attività economica e sociale che si sviluppa a Catania e che culminerà nella Seconda Esposizione Agricola Siciliana del 1907. Frequentato da giovane l'oratorio salesiano di San Filippo Neri, lo Sciuto Patti restò vicino a Don Francesco Piccollo. Per i Salesiani realizzò la Cappella del Sacro Cuore nell'Istituto di San Gregorio, l’ampliamento del Collegio Capizzi di Bronte (in quel periodo affidato ai Salesiani), progettò l’Istituto San Francesco di Sales a Borgia (CZ),  la Chiesa di Maria SS. Ausiliatrice a Soverato (CZ) oggi intitolata a Sant’Antonio di Padova. A Catania realizzò, prima l'Istituto Maria Ausiliatrice di via Caronda poi i locali per ospitare l’Ispettoria sicula salesiana a Cibali, e ancora, progettò senza realizzarlo l'oratorio adiacente alla Chiesa di Santa Maria della Salette; suo è anche il progetto per la Casa di Taormina. Realizzò l'Istituto di Trapani e l'ampliamento dell’Istituto Sacro Cuore alla Barriera del Bosco di Catania. A lui si deve anche l'ampliamento dell’Oratorio salesiano di San Filippo Neri di via Teatro Greco iniziato nel 1924 e conclusosi dopo la sua morte. Come Ispettore si occupò nel 1915 del riordino e del restauro del Tesoro di S. Agata, operazione concordata con il direttore delle Antichità Corrado Ricci e voluta dall'Arcivescovo Francica Nava che lo incaricò di progettare la custodia per il Sacro velo di S.Agata che sarà realizzata dall'orefice catanese Francesco Aiello l'anno dopo. Collaborò con Paolo Orsi, Soprintendente di Siracusa, realizzò l'ampliamento del Museo Archeologico Nazionale di piazza Duomo (oggi sede della Soprintendenza) e relazionò sui diversi ritrovamenti avvenuti a Catania. Gestì i problemi per la custodia delle aree del Teatro Antico, dell’Anfiteatro, delle Terme dell’Indirizzo, dell’Antico Foro nel Cortile San Pantaleo, partecipò ai lavori di liberarizzazione dell'Odeon. Ebbe l'incarico di coordinare i restauri del portico di Piazza Mazzini e anche i lavori per l’isolamento della Porta Garibaldi di piazza Palestro. Ridisegnò filologicamente il completamento della facciata della settecentesca Chiesa di San Giuseppe al Transito utilizzando come modello il prospetto della chiesa dei Crociferi. Nel primo Novecento a Catania si rafforza il tema delle architetture funerarie cimiteriali come forma d’arte sacra, e queste diventano, nell’ambito delle architetture religiose, le più diffuse. Lo Sciuto Patti progetta tra il 1904 ed il 1924 nel cimitero di Catania, oltre la propria, le seguenti cappelle: Arciconfraternita del SS. Sacramento al Borgo, Di Mattei, Barbagallo, De Mauro, Ronsisvalle, Battiati, Spina La Rosa, Ventimiglia Musumeci di Monteforte. Esponente dell'architettura liberty catanese, sperimentò un proprio linguaggio eclettico partendo dall'esperienze formali e decorative barocche insieme ad altri architetti locali come Francesco Fichera, Tommaso Malerba,  Paolo Lanzerotti, Ercole Fischetti.

## Opere

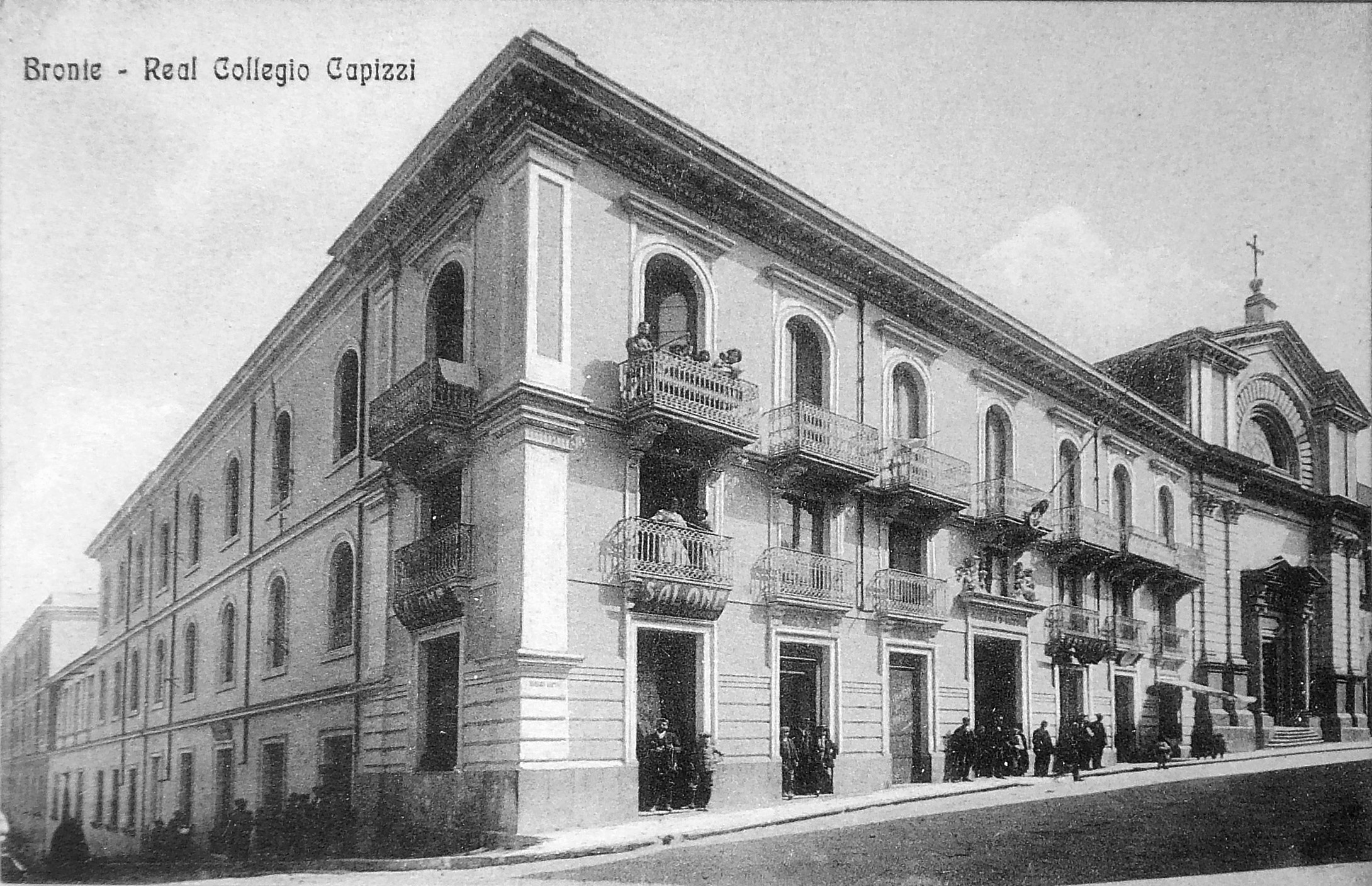
Bronte, ampliamento del Collegio Capizzi

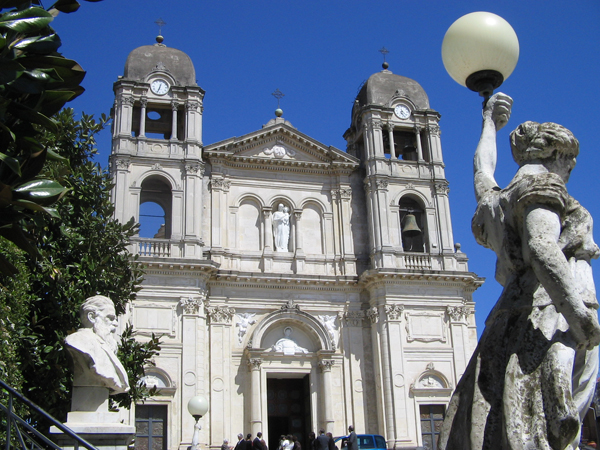
Zafferana Etnea, Chiesa Madre

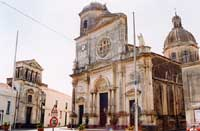
Aci Catena, Chiesa Madre

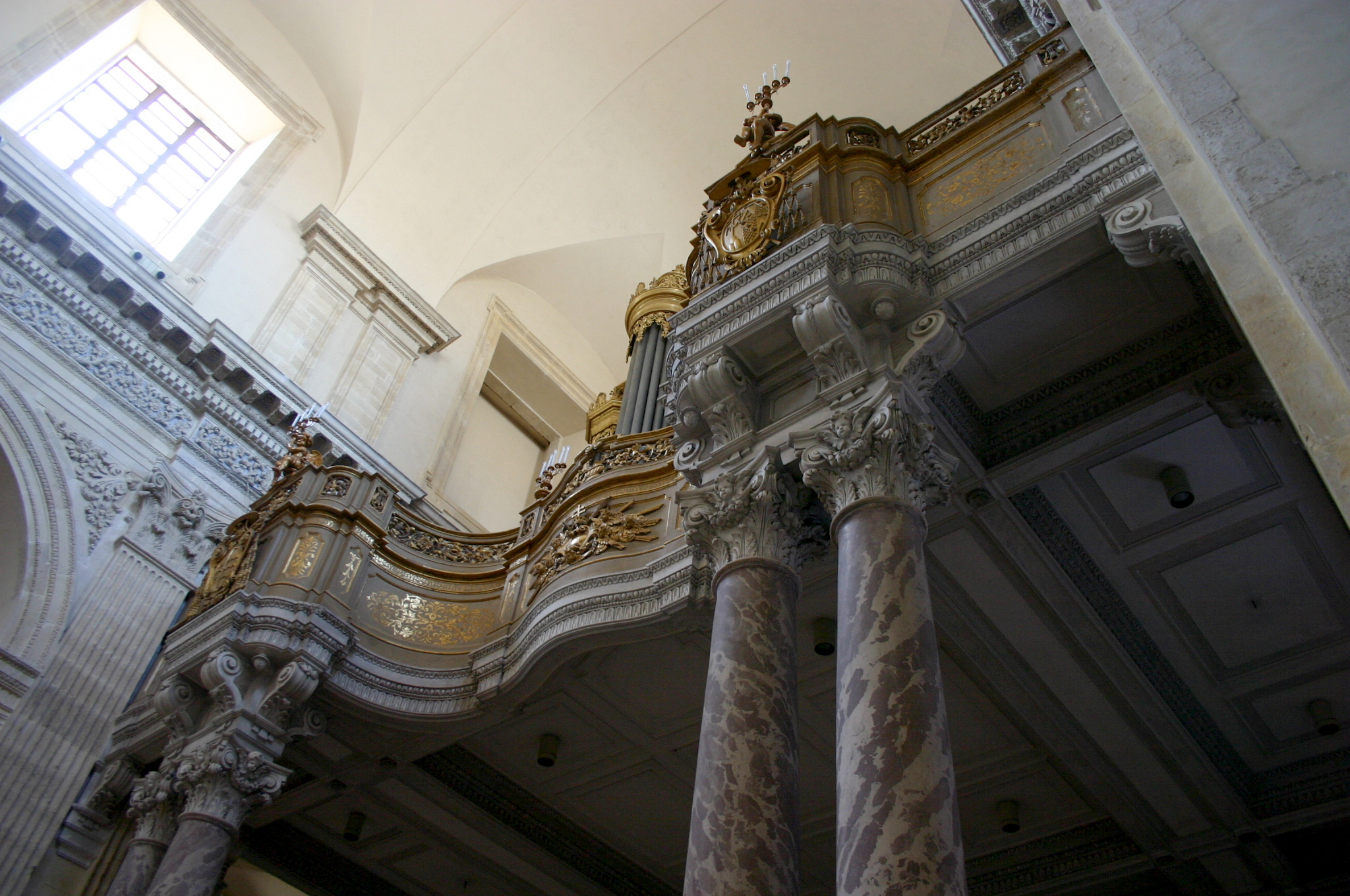
Catania, Cantoria della Cattedrale

- Catania, Istituto Maria Ausiliatrice di via Caronda
- San Gregorio (CT), Chiesa dell’Istituto Sacro Cuore
- Catania, Portale per l’edicola di S. M. delle Grazie
- Catania, Cappella per l’arciconfraternita del SS. Sacramento al Borgo nel cimitero
- Catania, Cappella Di Mattei nel cimitero
- Catania, Casa Scalia in via di Sangiuliano
- Catania, Casa Pastore in via Vanasco
- Bronte (CT), Chiesa del Sacro Cuore ed ampliamento del Real Collegio Capizzi
- Aci Catena, progetto del nuovo prospetto della Chiesa Madre
- Zafferana Etnea, prospetto per la Chiesa Madre
- Soverato (CZ), progetto di Chiesa Maria SS. Ausiliatrice e Oratorio
- Siracusa, ampliamento del Museo Archeologico Nazionale
- Catania, edificio dell’Ispettoria Sicula a Cibali
- Acireale (CT), ristrutturazione del Grande albergo dei Bagni
- Catania, Seminario Arcivescovile
- Catania, custodia per il Sacro velo di Sant’Agata
- Catania, Cappella De Mauro nel cimitero
- Agira (EN), pulpito nella Chiesa di Santa Margherita
- Catania, Villino Majorana in corso Italia (oggi sede del Credito Italiano)
- Catania, Cappella Sciuto Patti nel cimitero
- Catania, interventi nel Palazzo Biscari
- Catania, nuova cantoria nella Cattedrale